# Fulvaria stenomacra
Fulvaria stenomacra är en fjärilsart som beskrevs av Frederick H. Rindge 1958. Fulvaria stenomacra ingår i släktet Fulvaria och familjen mätare. Inga underarter finns listade i Catalogue of Life.